# Gran Laguna Salada
Gran Laguna Salada är en sjö i Argentina.   Den ligger i provinsen Chubut, i den södra delen av landet, 1 300 km sydväst om huvudstaden Buenos Aires. Gran Laguna Salada ligger 236 meter över havet. Arean är 0,55 kvadratkilometer. Den sträcker sig 1,5 kilometer i nord-sydlig riktning, och 1,3 kilometer i öst-västlig riktning.